# Движение без остановки запрещено

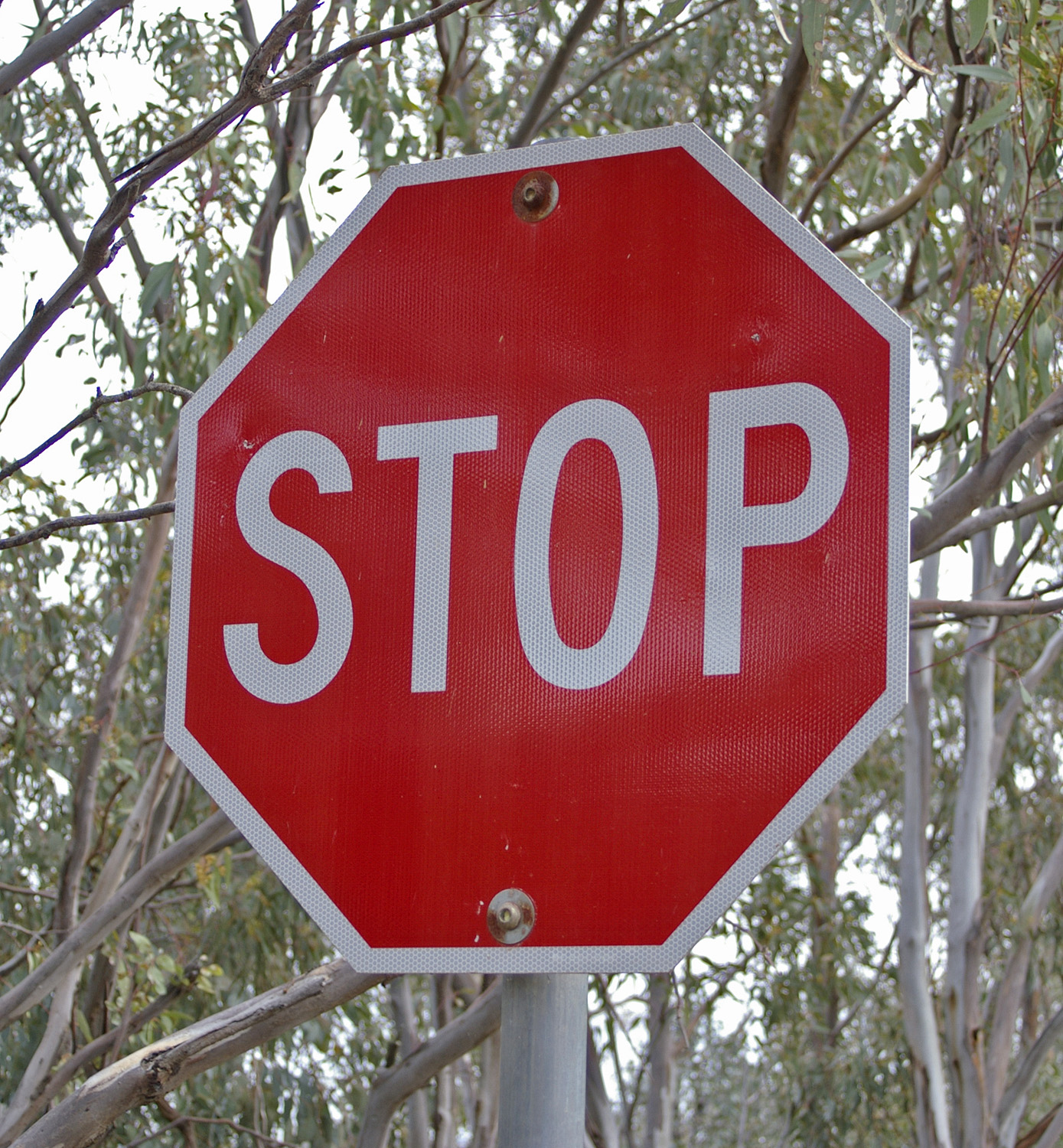
Наиболее распространённая вариация знака

Движение без остановки запрещено (СТОП, STOP) — дорожный знак приоритета, предписывающий водителям совершить обязательную кратковременную остановку перед стоп-линией, а если её нет — перед краем пересекаемой проезжей части. Водитель должен уступить дорогу транспортным средствам, движущимся по пересекаемой, а при наличии таблички 8.13 «Направление главной дороги» , по главной дороге.
Знак 2.5 может быть установлен перед железнодорожным переездом или карантинным постом. В этих случаях водитель должен остановиться перед стоп-линией, а при её отсутствии — перед знаком.
Впервые использован в США в 1915 году. Как правило, имеет восьмиугольную форму, реже — круглую, но во всех странах мира имеет преобладающий красный цвет в окраске. Фактически является более «строгим» вариантом знака «Уступите дорогу». Единственный среди всех дорожных знаков имеет восьмиугольную форму (в большинстве стран), что облегчает его идентификацию, даже если он нечитаем: например, закрашен вандалами, испачкан грязью, занесён снегом.

## История

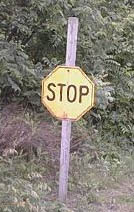
STOP образца 1924—1954 гг., до унификации Венской конвенцией

### США
Первый знак STOP появился в американском городе Детройт (штат Мичиган) в 1914 году, который установил регулировщик Гарри Джексон. Он представлял собой чёрную надпись STOP в белом квадрате длиной 61 сантиметр (2 фута). Постепенно он начал распространяться на дорогах США, и в 1922 году Американская ассоциация служащих государственных автодорог и транспорта стандартизировала этот дорожный знак. В 1935 году характеристики знака STOP были закреплены в документе Manual on Uniform Traffic Control Devices. С 1935 по 1971 год характеристики знака STOP по этому документу менялись восемь раз, в основном это касалось его световозвращающих свойств и высоты размещения. С 1924 по 1954 год знак имел чёрную надпись на жёлтом фоне. С 1971 года высота размещения знака STOP определена в 213 сантиметров (7 футов).

### Венская конвенция
В 1968 году Венская конвенция о дорожных знаках и сигналах рекомендовала два типа знака STOP, один из них в четырёх вариациях. Первый тип — красный восьмиугольник с надписью STOP белого цвета по центру. Второй тип — красный круг, внутри которого расположен красный правильный треугольник вершиной вниз, внутри надпись STOP. Для второго типа допустимы вариации: фон — белый или жёлтый, надпись STOP — чёрная или тёмно-синяя. Конвенция ООН о дорожных знаках и сигналах добавила, что слово «стоп» может быть написано не обязательно на английском языке, а возможно на официальном языке той страны, где знак расположен, либо на английском и местном языке совместно.

Тип 1
Тип 2, вариация 1
Тип 2, вариация 2
Тип 2, вариация 3
Тип 2, вариация 4

### СССР и Россия
В СССР впервые знак STOP появился в 1973 году согласно вступившему в силу ГОСТу 10807-71 и стал 106-м по счёту дорожным символом в Правилах дорожного движения.

## Размеры и размещение
Венская конвенция предложила диаметр знака в 60, 90 или 120 сантиметров. В Великобритании и Новой Зеландии используются знаки STOP трёх размеров: 75, 90 и 120 сантиметров в зависимости от его местоположения и ограничения скорости на данном участке дороги. В США этот знак чаще всего имеет диаметр красного поля 75 сантиметров, плюс 2 сантиметра белая кайма и высоту букв в 25 сантиметров. Реже используются знаки большего или меньшего размера.
Знак STOP обычно размещается на перекрёстках повышенной опасности: в зоне плохо просматриваемых пересечений проезжих частей, перед железнодорожными переездами и карантинными постами, закрытыми и приграничными зонами.

### Использование на школьных автобусах

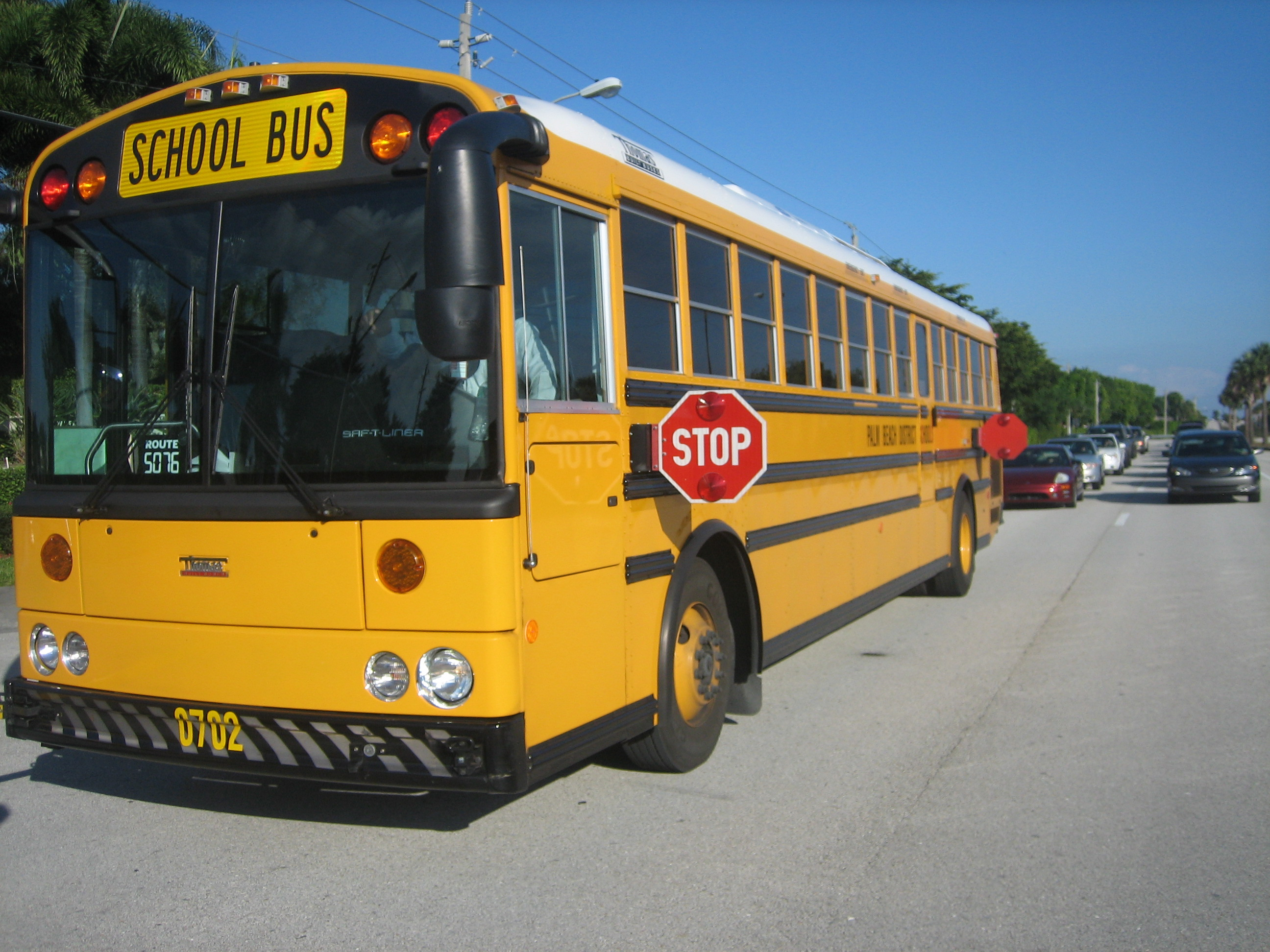
В США и Канаде небольшой откидной STOP используется на школьных автобусах

В США и Канаде небольшой откидной STOP (англ. stop signal arm) размещается на школьных автобусах, его использование регулируется специальными законами. Знак STOP является обязательным для размещения на американских школьных автобусах. Один или два знака устанавливаются на левой стороне автобуса. Правила дорожного движения могут варьироваться от штата к штату, но общие положения, обеспечивающие безопасность перевозки детей, как правило, одинаковы. При движении автобуса знаки прижаты к корпусу техники. На время посадки-высадки детей школьные автобусы включают стоп-сигналы и поворачивают знаки STOP перпендикулярно корпусу. При таких условиях остальные участники движения — в зависимости от штата — либо останавливаются, либо получают жёсткие ограничения в возможности объезда, скорости, выбора полосы и т. д. Кроме того, регламентируется дистанция, на которой обязаны находиться другие автомобили, едущие за автобусом, если тот собирается делать остановку. Помимо световозвращающей краски, очень часто на знаках размещают два красных огня (над и под буквами). При активации знака они начинают попеременно мигать, привлекая дополнительное внимание.

## Прочие факты
- Иногда кража знака STOP, послужившая причиной ДТП со смертельным исходом, может быть расценена как убийство по неосторожности[16].
- В США регулярно фиксируются случаи неправильного понимания знака STOP достаточно опытными водителями. Остановившись у знака, они затем продолжают движение, уверенные, что теперь остальные водители должны уступить им дорогу, так как свою обязанность (стоп) они уже выполнили[17][18][19][20][21].
- Многие водители в США перед знаком STOP не совершают полную остановку своего транспорта, а лишь сильно снижают скорость[22]. Это явление называется Rolling stop[23].
- В 1977 году в Квебеке (Канада) был принят «Закон о французском языке» (фр. Loi 101, рус. Закон 101), направленный на защиту французского языка в регионе от английского. На волне «патриотизма» вандализму подверглись некоторые двуязычные знаки «Движение без остановки запрещено»: английское слово STOP частично запрыскивалось красной краской, превращаясь в «101»[24].

## Изображения знаков STOP по странам
Ниже представлены знаки STOP некоторых стран, отличающиеся формой и/или содержанием от наиболее распространённого варианта: красный восьмиугольник с белой надписью латиницей «STOP»

Аргентина, Боливия, Колумбия, Парагвай, Перу, Уругвай, Чили
Армения
Бангладеш, Непал
Бруней, Малайзия
Гонконг
Израиль
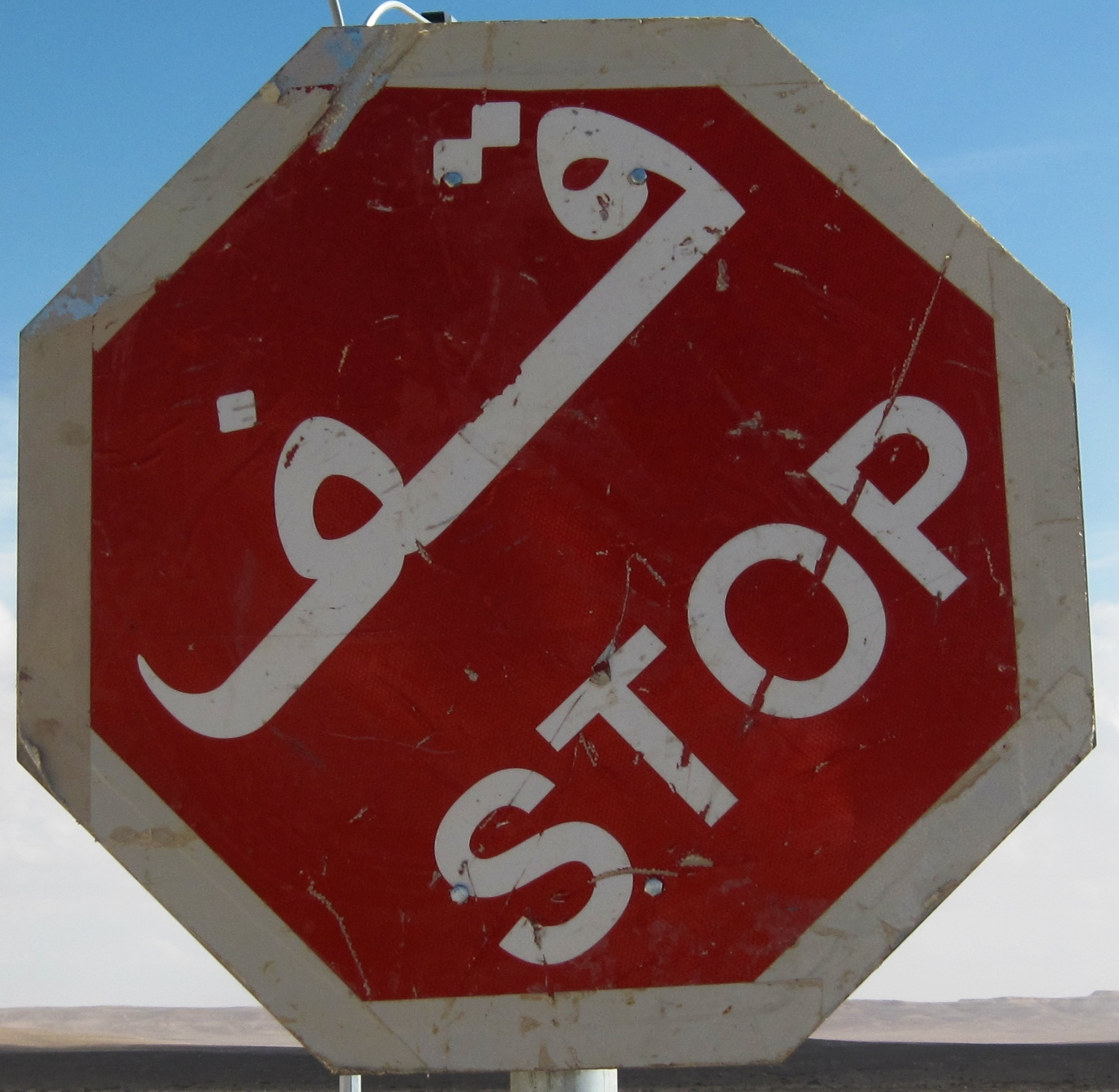
Иордания
Иран
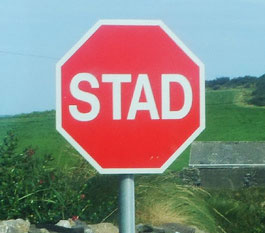
Ирландия
Канада (Квебек и другие франкоговорящие провинции)
Канада (Нунавут и другие провинции, говорящие на инуитских языках)
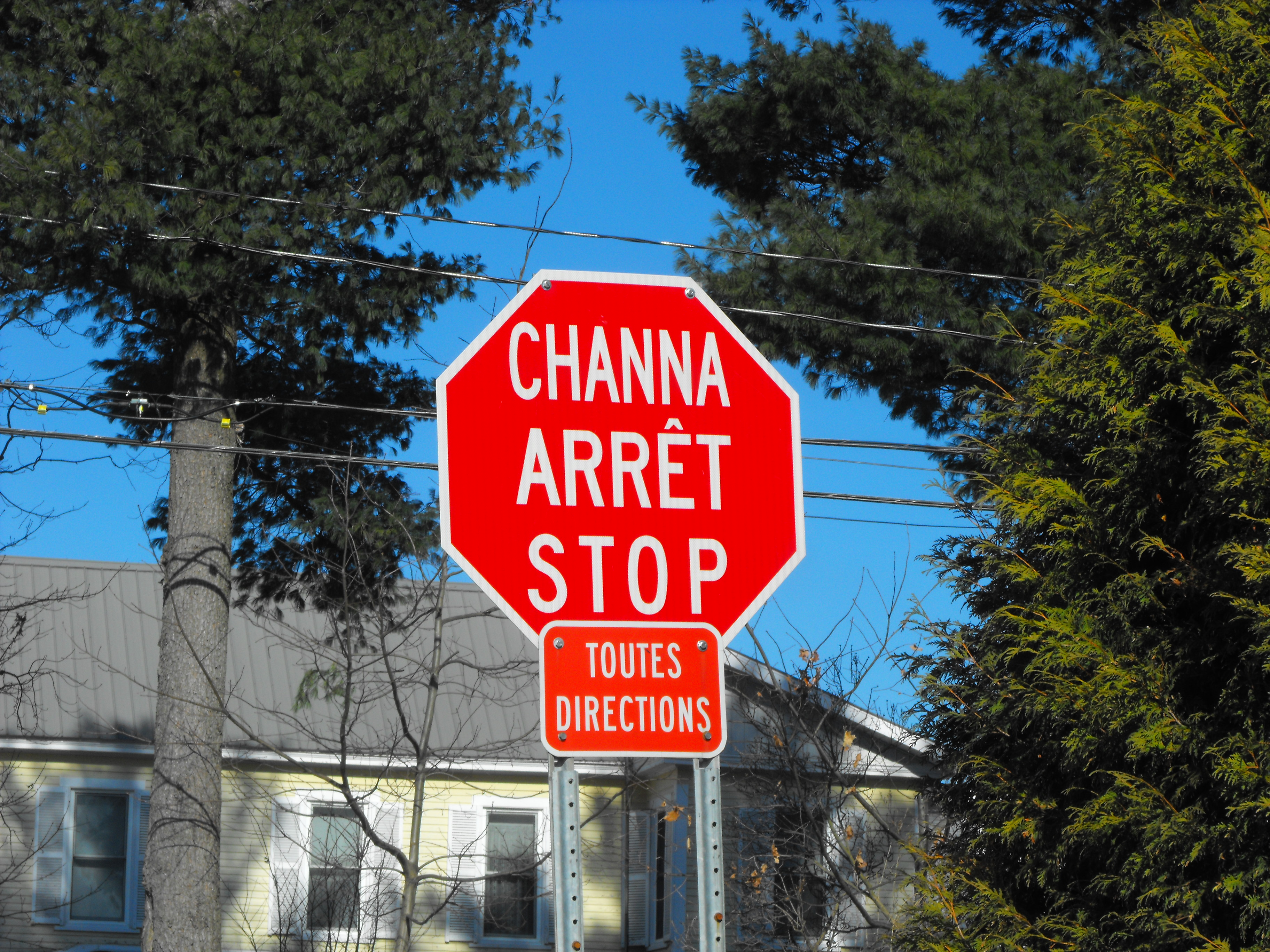
Канада (в регионах, говорящих на языке абенаки)
Канада (в регионах, говорящих на языках кри)
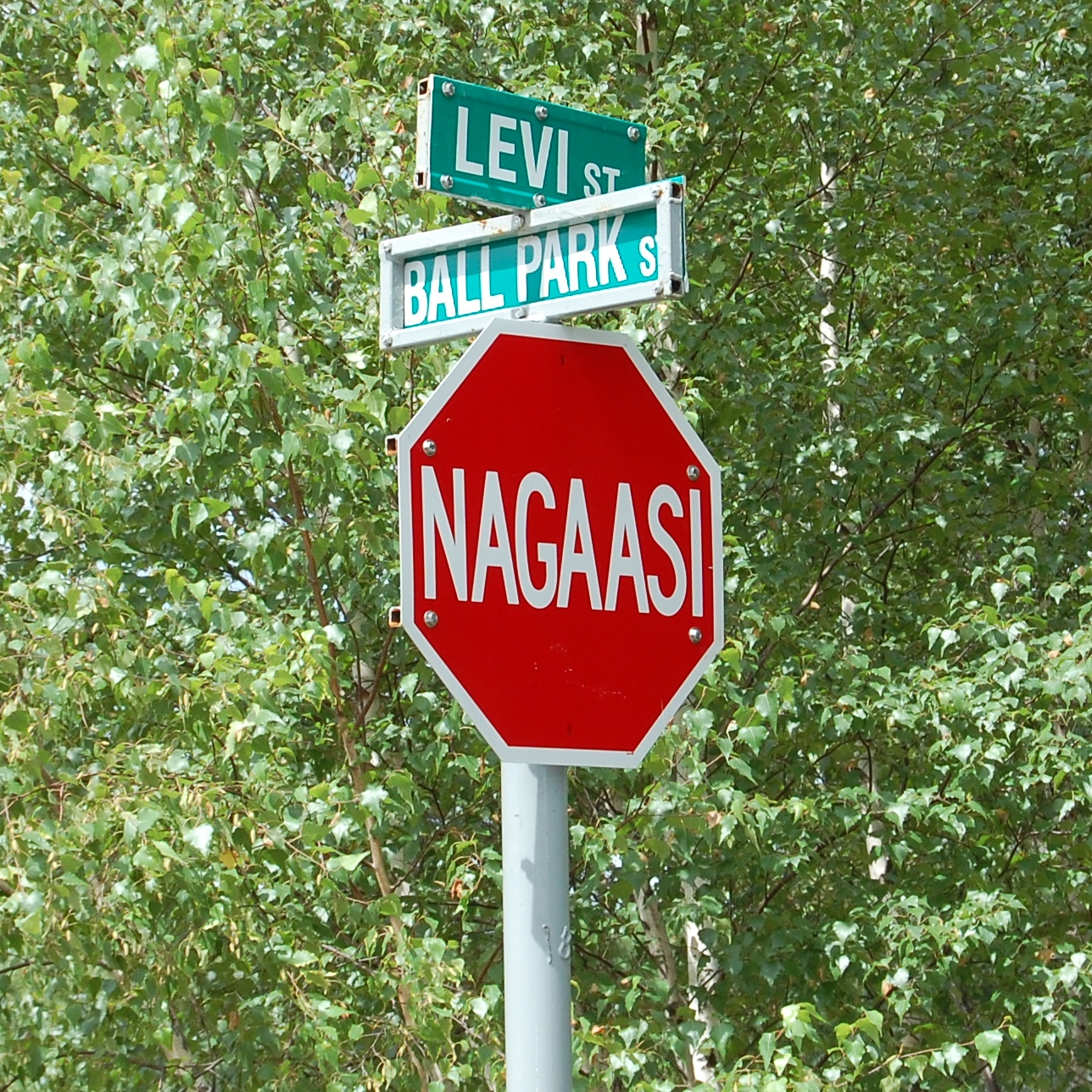
Канада (в регионах, говорящих на языке микмак)
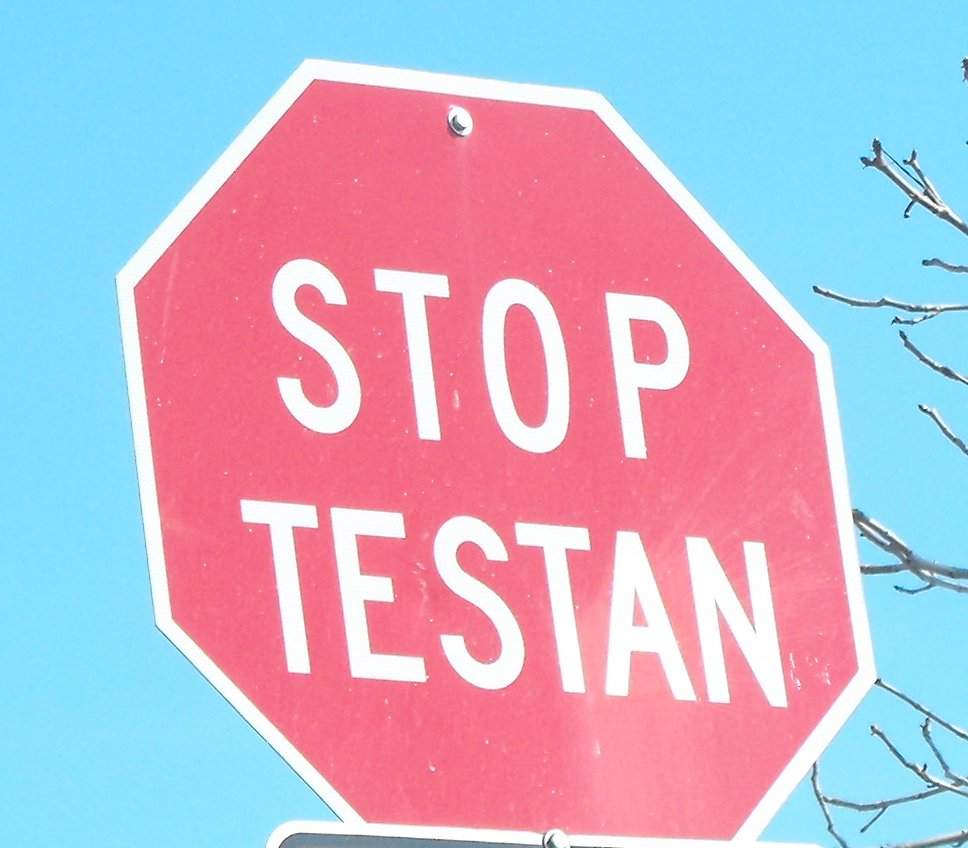
Канада (в регионах, говорящих на могаукском языке)
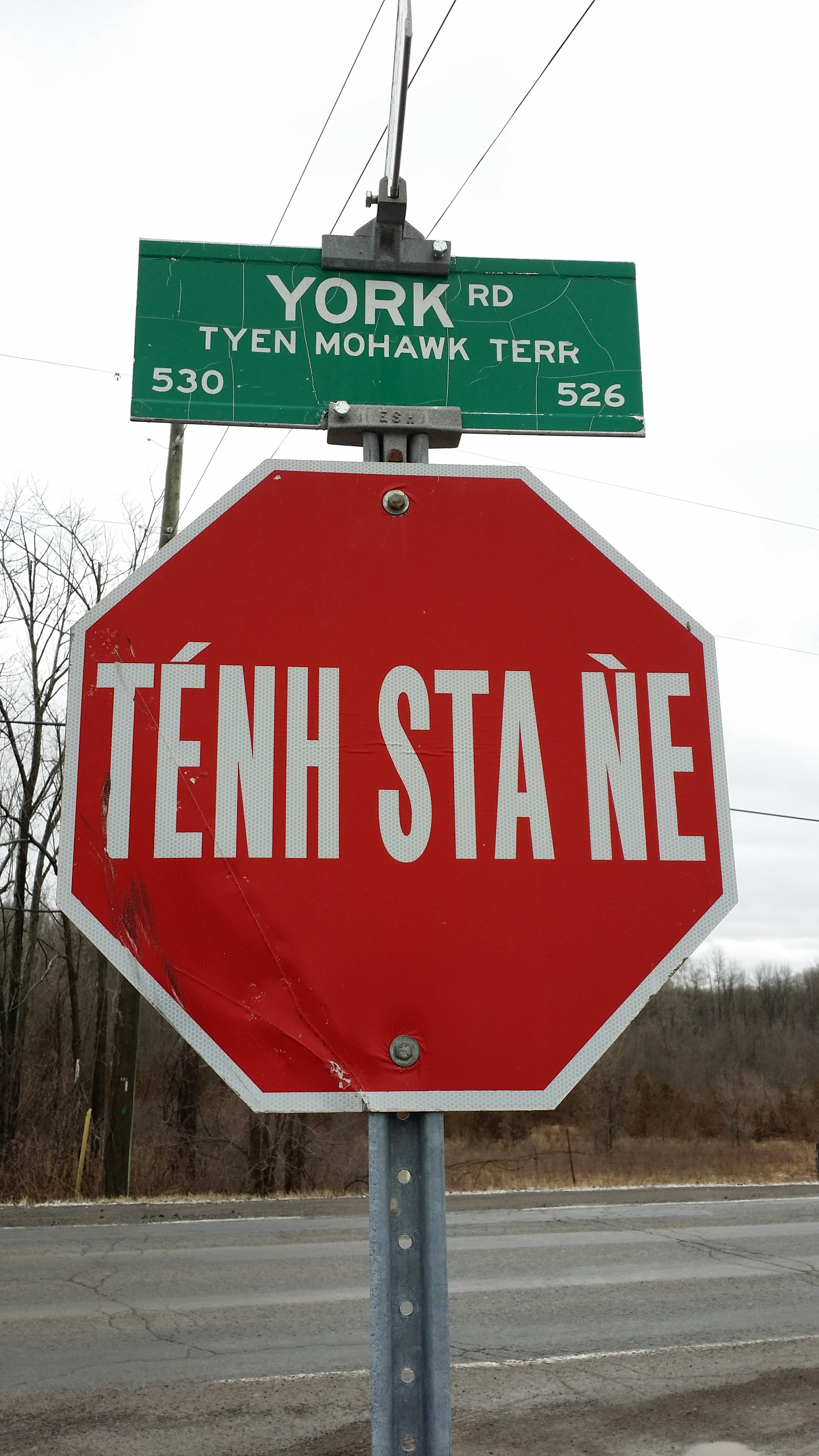
Канада (в регионах, говорящих на могаукском языке; альтернативный)
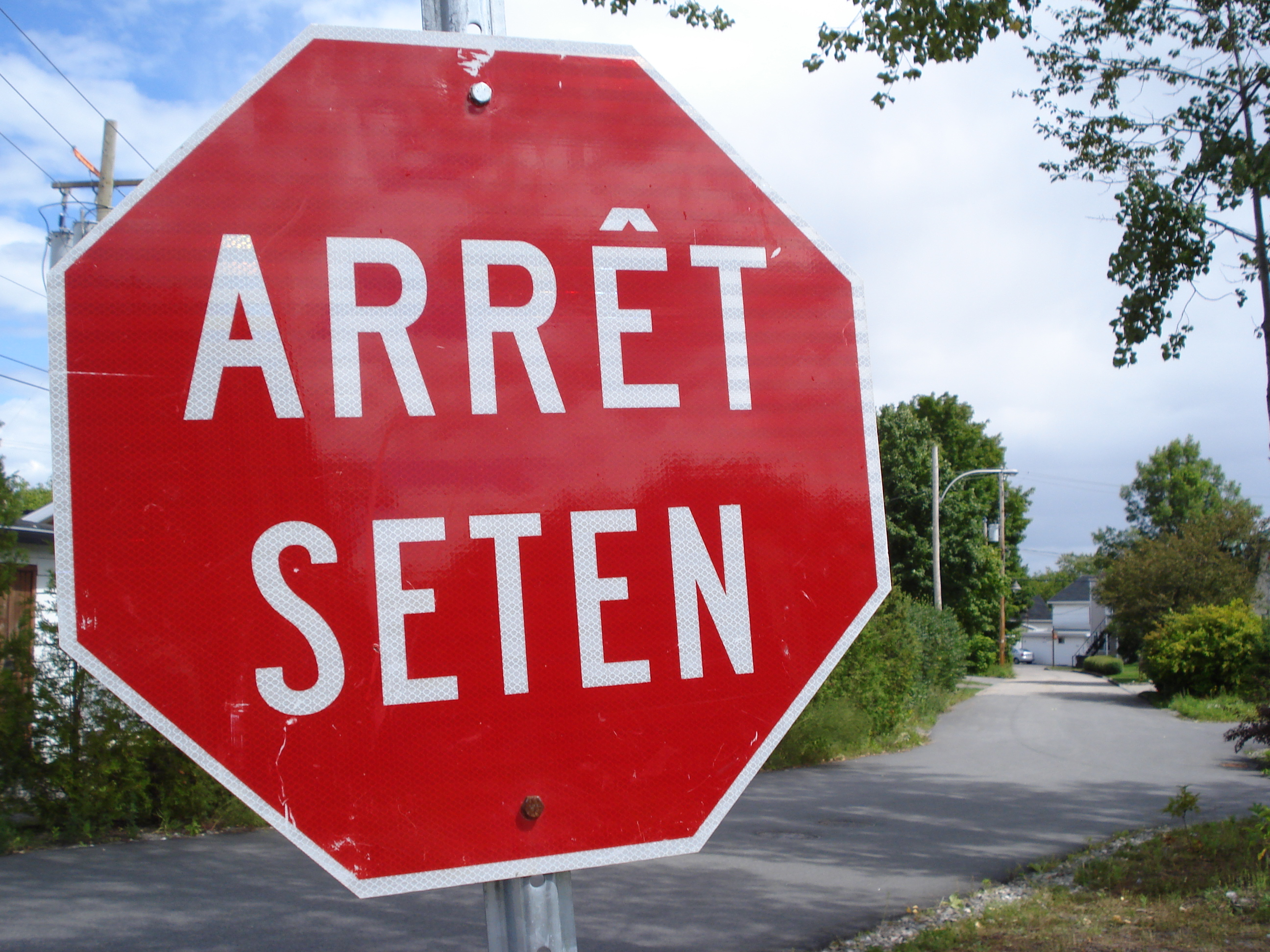
Канада (в регионах, говорящих на гуронском языке)
Китай, Тайвань
Куба
Лаос
Ливия
Марокко
Марокко (в регионах, говорящих на берберских языках)
Мексика
Монголия
ОАЭ
Пакистан
Папуа — Новая Гвинея
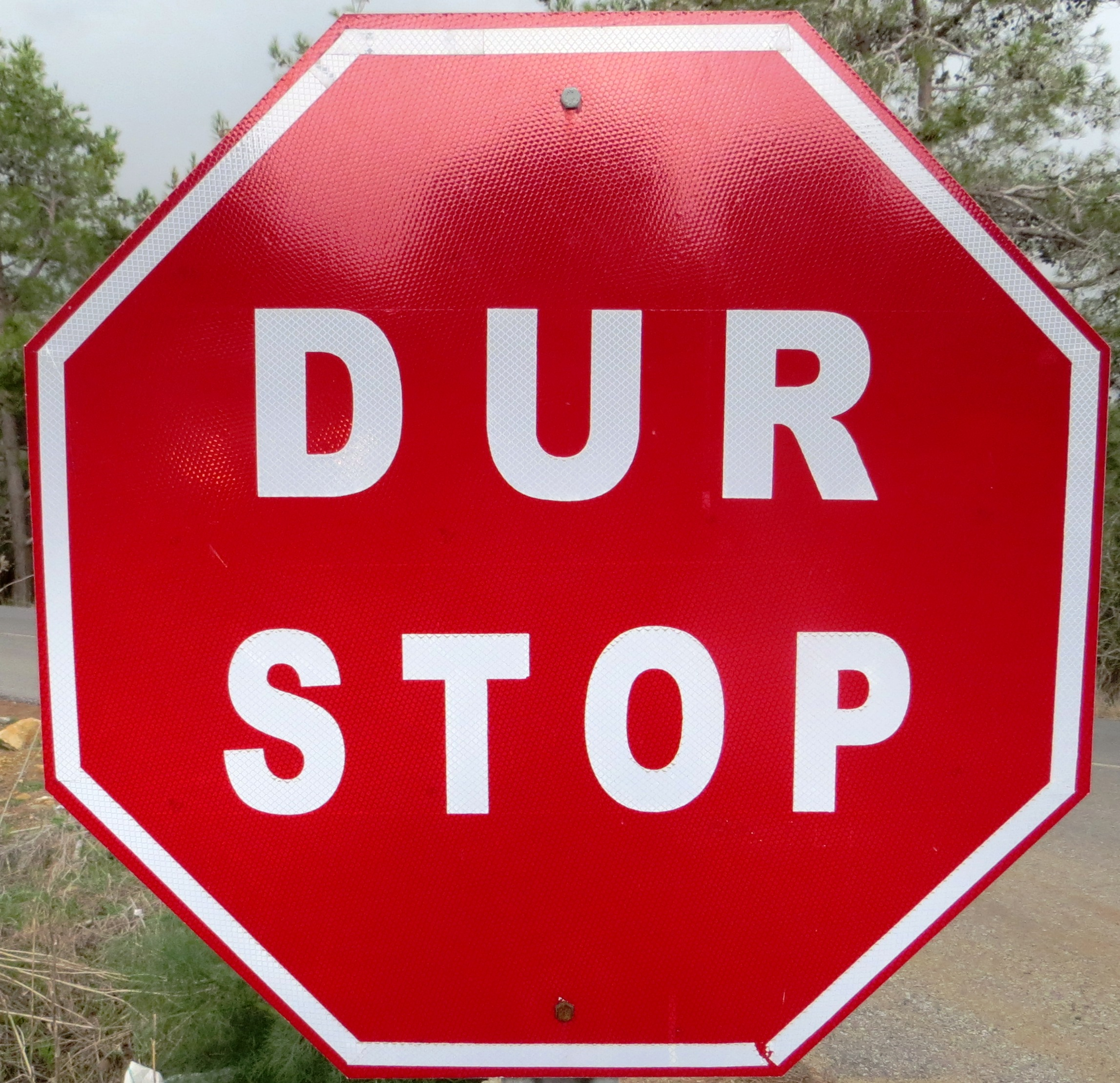
Северный Кипр
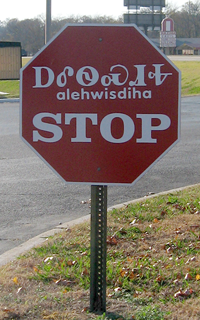
США (в регионах, говорящих на языке чероки — Оклахома и Северная Каролина)
Таиланд
Тонга
Турция
Эфиопия
Южная Корея
Япония

## Изображения устаревших знаков STOP
Ниже представлены устаревшие, ныне не используемые, знаки STOP некоторых стран

Австралия (1946—1960)
Богемия и Моравия, Чехословакия (1939—1960)
Великобритания. Использовался до 1975 года
Германия (Веймарская республика и нацистская Германия). Использовался до 1937 года
Германия (Третий Рейх и ФРГ; 1938—1971)
Италия (1959—1990)
ОАЭ
Румыния (1957—1961)
Румыния (1961—1971)
США (1924—1961)
Финляндия (1957—1971)
Швеция
Южный Вьетнам (1954—1976)
Зимбабве (до 2016)

## Изображения знаков, предупреждающих о приближении к знаку STOP
Ниже представлены знаки разных стран, предупреждающие о приближении к знаку STOP

Аргентина, Боливия
Бельгия
Европа (схожий стиль используется почти во всех европейских странах)
Израиль
Ирландия
Кипр (Южный и Северный)
Мексика
Новая Зеландия
Пакистан
США, Австралия, Канада
США (альтернативный)
Таиланд
Филиппины
ЮАР